# Ichneumon albiger
Ichneumon albiger là một loài tò vò trong họ Ichneumonidae.